# Bryan Bracey
Bryan Patrick Bracey (Chicago, 5 augustus 1978) is een Amerikaans-Iers voormalig basketballer.

## Carrière
Bracey speelde eerst collegebasketbal voor Wisconsin-Platteville, Triton J.C. (speelde niet) en Malcolm X College voordat hij in 1999 ging spelen voor de Oregon Ducks. In 2001 stelde hij zich kandidaat voor de NBA draft en werd als 58e en laatste gekozen in de tweede ronde door de San Antonio Spurs. In oktober tekende hij bij de San Antonio Spurs voor het trainingskamp maar na een week werd zijn contract al weer ontbonden. Hij zou nooit een wedstrijd spelen voor de Spurs of in de NBA. Hij tekende daarna voor de San Lazaro Club uit de Dominicaanse Republiek. Hij werd als 16e gekozen in de tweede ronde in de eerste NBDL Supplemental Draft. Hij tekende datzelfde jaar nog bij de Fayetteville Patriots uit de NBA D-League, hij speelde maar een wedstrijd voor hen. Hij had daarna getekend bij het Spaanse CB Gran Canaria maar vertrok er weer zonder een wedstrijd gespeeld te hebben. Voor de rest van het seizoen 2001/02 tekende hij in november in Israël bij Hapoel Herzliya Basket dat op dat moment nog niet kon winnen uit tien wedstrijden.
Daarop tekende hij voor het Italiaanse Air Avellino waar hij speelde tot in november 2002. Hij speelde daarna de rest van het seizoen opnieuw uit in Israël bij Hapoel Jerusalem. Voor het seizoen 2003/04 tekende hij bij UCAM Murcia maar verliet de club al voor januari. In januari 2004 keerde hij terug naar de Verenigde Staten en tekende bij de Huntsville Flight uit de NBA D-League waar hij speelde voor de rest van het seizoen 2003/04 als vervanger van Rick Apodaca die uit was met een blessure. Hij tekende daarna voor de Cedar Rapids River Raiders uit de USBL.
Voor het seizoen 2004/05 tekende hij bij het Griekse Peristeri BC en daarna bij het Russische Dinamo Oblast Moskou. In de zomer van 2005 speelde hij in de NBA Summer League voor de Cleveland Cavaliers. In 2006 tekende hij opnieuw in Griekenland ditmaal bij Makedonikos BC. Hierna volgde een seizoen in de Italiaanse eerste klasse bij Scafati Basket. In 2007 koos Bracey voor het Franse Élan Chalon waar hij het seizoen 2007/08 doorbracht. In 2008 tekende hij een contract bij de Belgische eersteklasser Dexia Mons-Hainaut voor een seizoen. Na een seizoen verliet hij de club voor AEL Limassol BC uit Cyprus. In 2010 ging hij spelen voor Capitanes de Arecibo uit Puerto Rico en daarna voor de Griekse tweedeklaser AO Pagrati BC. In 2013 keerder hij terug naar het basketbal voor de Chicago Steam en stopte definitief in 2015.

## Erelijst
- Second-team All-USBL: 2004